# タンジブルユーザインタフェース

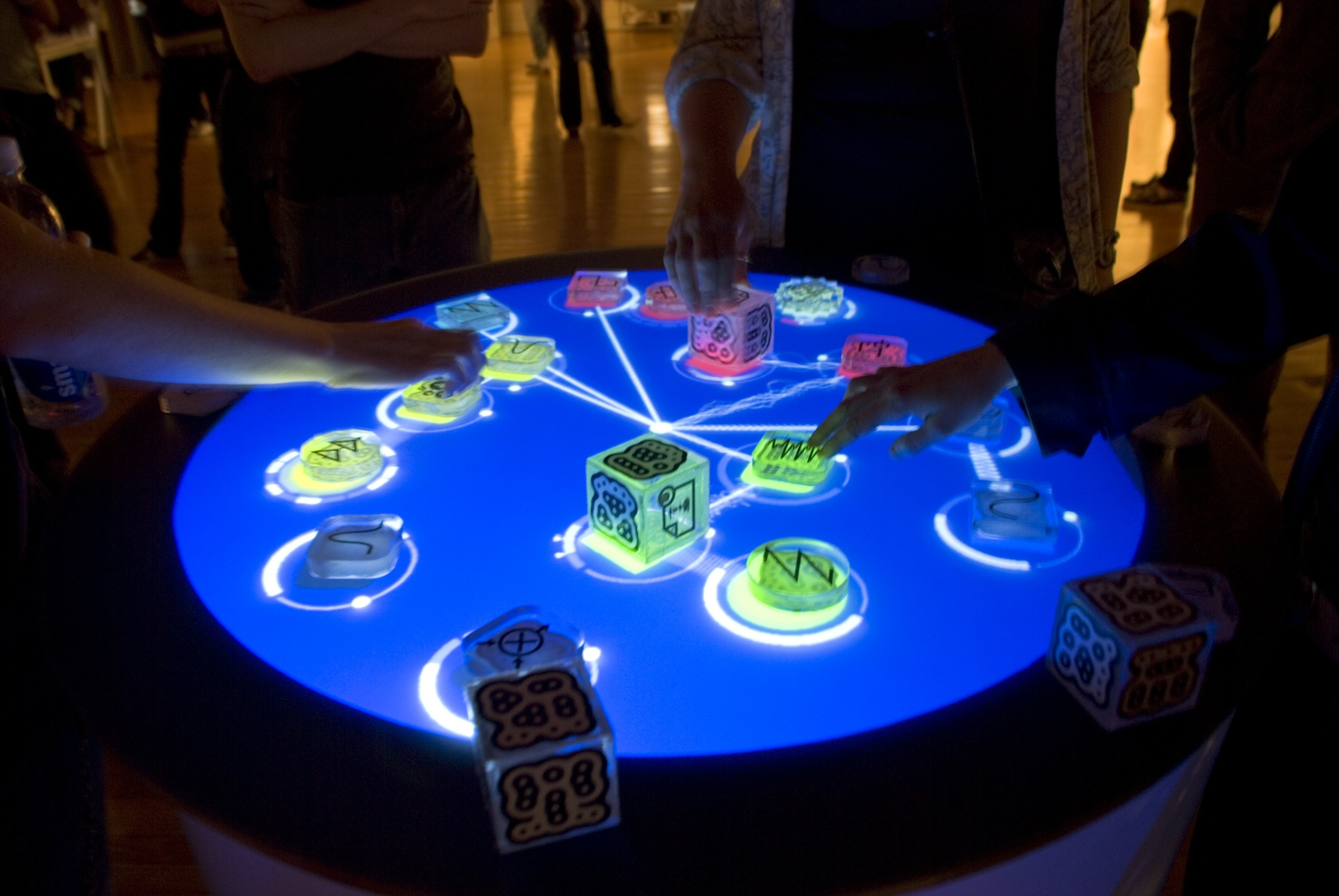
タンジブルの具体例

タンジブルユーザインタフェース（英: tangible user interface）もしくはタンジブル・ビット（英: tangible bits）とは、マサチューセッツ工科大学（MIT）教授石井裕が提唱するユーザインタフェースの形態である。
既存のコンピュータの概念を一新し、形のない情報を直接触れることができる（タンジブル）ようにした、より実体感のあるインタフェースである。

## 概要
たとえば、何らかの複雑な化学式や数式をキーボードなどの旧来のインタフェースで入力しようとした場合、紙に比べて何倍もの時間を要する。
また、一つのインタフェースで複数の人が同時に作業に参加するなどのことは現状では基本的に不可能である。
このタンジブルはそういった「インタフェースによる制約」を取り払い、人間とコンピュータとの距離をさらに短くするものである。

## 実例
クリアボード
タンジブル最初期の例。透明な板に、文字や絵を描くことで、遠隔地の同じ板にもそれを表示させることができる。電話や電子メールなどよりも表現力豊かで、FAXなどよりも簡単な機器として注目を集めた。
タンジブルIPネットワークデザイナー
ネットワーク構成図上に駒を置き、その駒を動かすことによりルーターやスイッチ等の通信機器を配置したり、LANやWANのリンク上で駒をボリュームのように回すことによって回線速度を変えることによって、想定するネットワークにかかるトラフィックによる負荷をシミュレーションすることができる。また、裸眼3次元ディスプレイやタッチパネル、ジョイスティックのような形態の3次元マウスなどを使って実際にネットワーク内を流れる通信パケットの様子を見たり、投資効果の検討等も可能になっている。NTTコムウェアが開発。ネットワークシミュレーションのコアエンジンとしては、OPNET Technologies社のOPNET Modelerを使っている。
タンジブル防災シミュレータ
地図上に駒を置き、その駒をスイッチのように回したり、位置を変えることによって避難所の位置・災害発生地点・災害規模などを変更でき、実際の災害時に避難が可能かどうかなどをシミュレートできる。NTTコムウェアが開発。
ミュージックボトル
台座の上に瓶を置き、その蓋を開けると、録音されていた音楽などが再生される機器。瓶ごとに内容を変えることができ、複数の楽器の演奏を収録して合奏させることなども可能。